# 圖格魯克王朝
圖格魯克王朝（1320年—1413年）是德里蘇丹國第三個王朝，其創建者為加茲·圖格魯克。
圖格魯克王朝在蘇丹穆罕默德·賓·圖格魯克統治時期達到鼎盛。他在位其間發動了4次南征，並佔領了差不多整個南印度地區。然而，由於地方權力過大，再加上行政上的失當，圖格魯克王朝在穆罕默德死開始逐漸步入衰落。

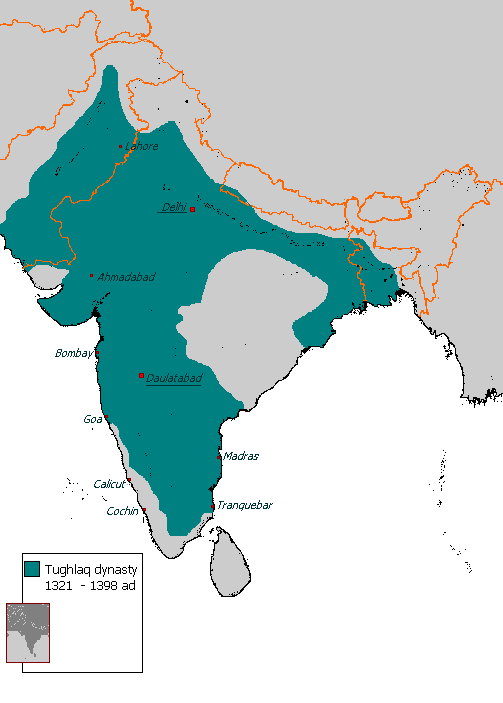